# Savona
Savona là một thành phố và cộng đồng (comune) tỉnh lỵ tỉnh Savona trong vùng Liguria nước Ý.
Đô thị Savona có diện tích ki lô mét vuông, dân số thời điểm năm 31 tháng 5 năm 2005 là 61.735 người.
Đô thị này có các đơn vị dân cư (frazioni) sau:
Các đô thị giáp ranh: 